# Phenacoccus cotyledonis
Phenacoccus cotyledonis är en insektsart som beskrevs av De Lotto 1964. Phenacoccus cotyledonis ingår i släktet Phenacoccus och familjen ullsköldlöss. Inga underarter finns listade i Catalogue of Life.